# Burlin Harris
Burlin Harris, conocido como Bubba Harris (Palmdale, 7 de agosto de 1985), es un deportista estadounidense que compitió en ciclismo en la modalidad de BMX. Ganó dos medallas en el Campeonato Mundial de Ciclismo BMX, oro en 2005 y bronce en 2004.

## Palmarés internacional
| Campeonato Mundial | Campeonato Mundial          | Campeonato Mundial | Campeonato Mundial |
| Año                | Lugar                       | Medalla            | Competición        |
| ------------------ | --------------------------- | ------------------ | ------------------ |
| 2004               | Valkenswaard (Países Bajos) | Medalla de bronce  | Carrera            |
| 2005               | París (Francia)             | Medalla de oro     | Carrera            |